# 그녀의 은밀한 사랑 일기
《그녀의 은밀한 사랑 일기》(フィーメイル, Female, 피메일)는 일본에서 제작된 옴니버스 영화이다.  하세가와 쿄코 등이 주연으로 출연하였다. 한 유명 일본 작가의 짧은 스토리에 기반을 두며 한 여성의 성의 본연에 초점을 두고 있다.

## 출연

### 주연
- 하세가와 쿄코
- 이시다 에리
- 오오츠카 치히로
- 오츠카 네네
- 타카오카 사키

## 내용
다음과 같이 5가지 부분으로 나뉜다.
- 피치
- 태양이 보이는 곳까지
- 밤 아래
- 여신의 발 뒤꿈치
- 비단벌레